# Aníbal Caro
Aníbal Caro (también Annibale o Annibal Caro; Civitanova Marche, 6 de junio de 1507 – Frascati, 17 de noviembre de 1566) fue un traductor, poeta, numismático y dramaturgo italiano.

## Biografía
Se formó bajo la dirección del humanista Rodolfo Iracinto antes de trasladarse a Florencia para completar sus estudios sobre escritos antiguos junto a Benedetto Varchi.
En 1530 entró al servicio de Giovanni Gaddi, primero en Roma y luego en Nápoles, donde frecuentó la Academia de la Virtud o Vitruviana y la Academia de los Vignaioli y donde participó en la academia de la nueva poesía, que proponía componer versos tanto en lengua latina como en lengua italiana.
Durante su estancia napolitana conoció a filósofos como Bernardino Telesio y Bernardo Tasso.
Desde 1543 fue secretario de Pedro Luis Farnesio, primer duque de Parma y de Plasencia, hasta el asesinato de este en Plasencia en 1547. Posteriormente, y por intercesión de los cardenales Ranuccio Farnesio y Alejandro Farnesio, hijos del duque, fue nombrado caballero de la Orden de San Juan de Jerusalén en 1555 y, mediante bula pontificia, le fue confiada la Encomienda de los SS. Juan y Víctor en Selva en Montefiascone.
En 1557 sostuvo un dura polémica con Lodovico Castelvetro, que había criticado su canción Venite all'ombra de' sombra de' gran gigli d'oro; Caro fingió durante un tiempo no darse por aludido, pero, tras haber sido desafiado abiertamente, hizo imprimir una mordaz apología de su obra. Castelvetro buscaba el enfrentamiento hasta tal punto que le ofreció a Benedetto Varchi pagar los gastos de imprenta. Los entendidos se mostraron divididos sobre la disputa: mientras Benedtto Varchi era partidario de Caro, Ludovico Muratori destacó la erudición de Castelvetro y lo acertado de sus críticas (aunque debe tenerse en cuenta que Castelvetro y Muratori eran compatriotas). Antonfederigo Seghezzi intentó mantener una cierta equidistancia entre las dos posiciones. El eco de esta polémica en sentido alegórico y estilístico llegaría hasta algunos sonetos del joven Leopardi.
Permaneció al servicio del cardinal Alejandro Farnesio entre 1548 y 1563, a quien sugirió los temas de los frescos del Palacio Farnesio de Caprarola.
Fue enterrado en Roma, en la iglesia de San Lorenzo en Damaso; la tumba está decorada con un busto de Giovanni Antonio Dosio.

## Obras

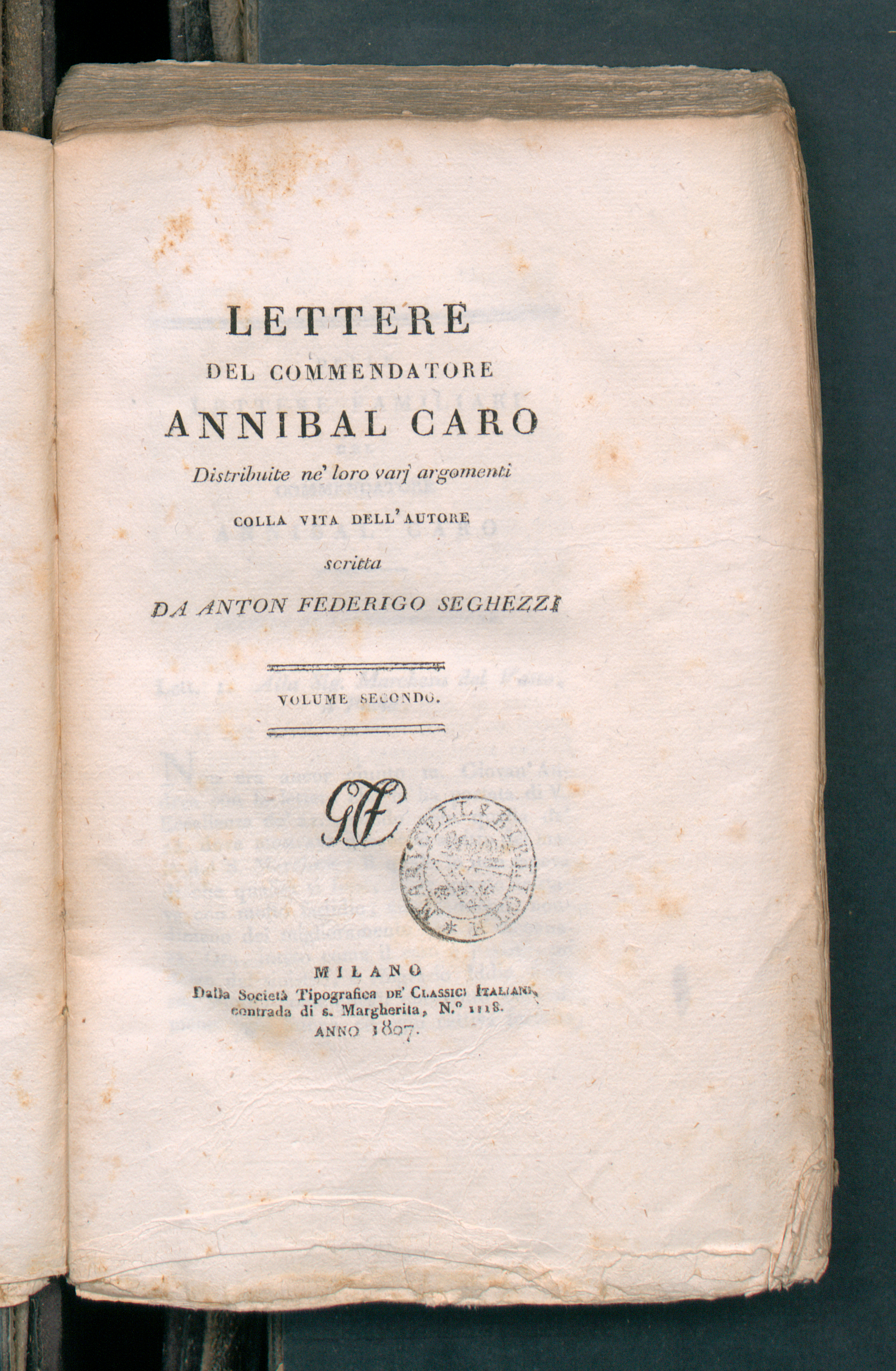
Cartas del Comendador Aníbal Caro, 1807

Su primera obra fue una canción escrita en honor de la Casa de Valois, titulada Venite all'ombra de gran gigli d'oro, a la que siguieron los sonetos I Mattacchi y La Corona.
Fue autor de un libro de Rimas de inspiración petrarquista.
No obstante, la obra que le valió mayor reconocimiento fue su traducción de la Eneida de Virgilio en endecasílabos blancos.
También tradujo la Poética de Aristóteles, Los amores pastoriles de Dafnis y Cloe de Longo Sofista y las Cartas a Lucilio de Lucio Anneo Séneca.
Fue también un importante comediógrafo: su comedia Gli Straccioni es un importante ejemplo de teatro erudito renacentista que generó una gran división en la Roma del s. XVI.
Sus Cartas familiares (Lettere famigliari), conformadas por casi ochocientas cartas, ofrecen un material documental de primer orden así como una importante fuente de informaciones sobre la cultura renacentista. En las cartas se tratan temas literarios y religiosos y otros relativos a costumbres y eventos políticos y militares.
Tras su muerte se publicó una obra musical en su honor: la Corona della Morte (cuyo título completo era La Corona della Morte dell'illustre Signore, il. Sig. Comendator Anibal Caro) impresa en Venecia en la imprenta de Girolamo Scotto en 1568, a cargo de Giulio Bonagiunta de San Ginesio y dedicada al noble Giovanni Ferri de Macerata.
- Annibale Caro (1912). [Opere]. Bari: Gius. Laterza & Figli.
- Annibale Caro (1807). [Opere. Lettere e carteggi]. 2. Milano: Dalla Società Tipografica de' Classici Italiani.
- Annibale Caro (1807). [Opere. Lettere e carteggi]. 3. Milano: Dalla Società Tipografica de' Classici Italiani.
- Annibale Caro (1807). [Opere. Lettere e carteggi]. 4. Milano: Dalla Società Tipografica de' Classici Italiani.
- Annibale Caro (1807). [Opere. Lettere e carteggi]. 5. Milano: Dalla Società Tipografica de' Classici Italiani.
- Annibale Caro (1807). [Opere. Lettere e carteggi]. 6. Milano: Dalla Società Tipografica de' Classici Italiani.

## Voces relacionadas
- Bernardino Pino de Cagli
- Montegranaro
- Academia de los Vignaiuoli

## Otros proyectos
- Wikisource contiene una página dedicata a Annibale Caro
- Wikiquote contiene citazioni di o su Annibale Caro
- Wikibooks contiene testi o manuali su Annibale Caro
- Wikimedia Commons contiene immagini o altri file su Annibale Caro